# ジュニウス・リチャード・ジャヤワルダナ
ジュニウス・リチャード・ジャヤワルダナ（シンハラ語: ජුනියස් රිචඩ්ජයවර්ධන, タミル語: ஜூனியஸ் ரிச்சட் ஜயவர்தனா, 英語: Junius Richard Jayewardene, 1906年9月17日 - 1996年11月1日）は、スリランカの第2代大統領。英国統治下のセイロンで頭角を現し、独立後は内閣で要職を務め、議院内閣制下の1977年から1978年まで首相を、大統領制移行後は1978年から1989年にかけ大統領を務めた。

## 経歴
スリランカの第2代大統領になったJ・R・ジャヤワルダナは、11人兄弟の長男としてセイロンの最高裁判所判事の息子として生まれ、ロイヤル・カレッジ・コロンボで学んだ。クリケットの選手としてロイヤル-トミアンに出場したことがある。ジャヤワルダナはキリスト教から仏教に改宗し、コロンボ法科大学で優秀な成績を修めて法律家となった。しかし法曹界には長くは留まらず、1938年、セイロン国家機構(CNC)の活動家となった。
1946年に国民連帯同盟へ加入し、1947年に初代蔵相として入閣した。
1951年には国際連合に蔵相として参加し、同年9月6日、サンフランシスコ講和会議にセイロン代表として出席した。
1977年には、スリランカ建国に貢献した。姓のジャヤワルダナは「勝利をもたらす」を意味する。
1983年、スリランカの首都をコロンボから古都コッテへ遷都するに当たり、コッテがかつてジャヤワルダナと呼ばれていたことに加え、彼自身の姓をも絡めてスリ・ジャヤワルダナプラ・コッテ（輝ける勝利をもたらす町・コッテ）と改称の上、遷都させた。

## 政治家としての経歴

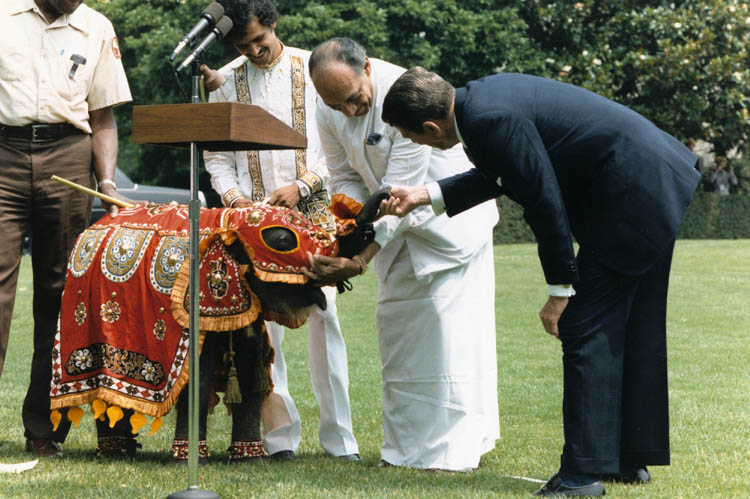
米国のレーガン大統領と米国民へ子象を贈るジャヤワルダナ大統領（1984年）

蔵相をはじめとして、首相、大統領と要職を務めた。ジャヤワルダナは1977年、無投票で首相に選ばれ精力的に活動した。1978年、第2代大統領（大統領制移行後では初）になった。しかし高まる民族間の対立を抑えることはできず、大統領任期中の1983年にはスリランカ内戦が勃発している。

## 日本との関係
ジャヤワルダナが日本と初めて接点を持ったのは1921年3月、当時皇太子であった昭和天皇を乗せた戦艦香取がヨーロッパ遠征の途中でスリランカに寄港したときだった。当時15歳だったジャヤワルダナ少年は人々と一緒に皇太子のお召艦を一目見ようと港に向かったというエピソードを1979年の訪日時に語っている。
1951年9月6日、セイロン代表の蔵相としてサンフランシスコで開催されたサンフランシスコ講和会議において以下の演説をおこない、「憎悪は憎悪によって止むことはなく、慈愛によって止む（英語: Hatred ceases not by hatred, But by love.）」という法句経の一節を引用して、日本に対する戦時賠償請求を放棄する演説を行った。
また、閣僚・首相・大統領としてたびたび訪日、昭和天皇との会見も2回以上行われている。さらに政界引退後も日本を訪れている。また日本の仏教関係者をスリランカに招待するなど日本とスリランカの交流に尽力した。1989年、昭和天皇の大喪の礼に本人の希望により夫人とともにプレマダーサ大統領に代わって参列。既に肩書きは「前大統領」だったが、元首級参列者・大統領同格の国賓として接遇された。1991年には日本の仏教関係者の招待で広島市を訪れ、広島平和記念資料館を見学している。1996年、死去に際し献眼、角膜提供。「右目はスリランカ人に、左目は日本人に」との遺言通り、左目の角膜は長野県の女性に移植された。

### 日本での顕彰
本人の「形に残るものは残さないように」との遺言によりスリランカ国内には墓も存在しないが、前述の様に日本との関係が深かったことから日本国内にはジャヤワルダナを顕彰した石碑や銅像などが複数個所に存在する。
- 雲龍寺 - 東京都八王子市[7]
- 高徳院 - 神奈川県鎌倉市[8]
- 善光寺 - 長野県長野市
- 明通寺 - 愛知県愛西市